# Portrait d'Isaac Abrahamsz. Massa
Le Portrait d'Isaac Abrahamsz. Massa est un tableau réalisé en 1626 par le peintre néerlandais Frans Hals. Il représente le voyageur, négociant et diplomate Isaac Massa. Le portrait est conservé au Musée des beaux-arts de l'Ontario à Toronto (Ontario, Canada).

## Description
Le tableau, d'une hauteur de 79,7 cm, sur 65 cm de largeur, montre un homme représenté à mi-corps. Le personnage, assis devant une fenêtre, se retourne sur sa chaise, le coude droit appuyé sur le dossier de celle-ci, de sorte que son visage est vu de face, cependant que son regard est tourné vers la gauche. L'homme, d'une quarantaine d'années et d'allure robuste, porte moustache et barbichette. Il est coiffé d’un large chapeau noir et est vêtu d'un vêtement également noir sur lequel contrastent, à son cou, une large fraise « à confusion » blanche et, à son poignet, une manchette blanche. Il tient dans sa main une branche de houx. À l'arrière-plan, la fenêtre, qui se détache sur un fond de couleur gris-brun, et dont on ne voit qu'une partie, à droite sur le tableau, montre un paysage de grands conifères sous un ciel sombre. Le visage de l'homme exprime une légère mélancolie.

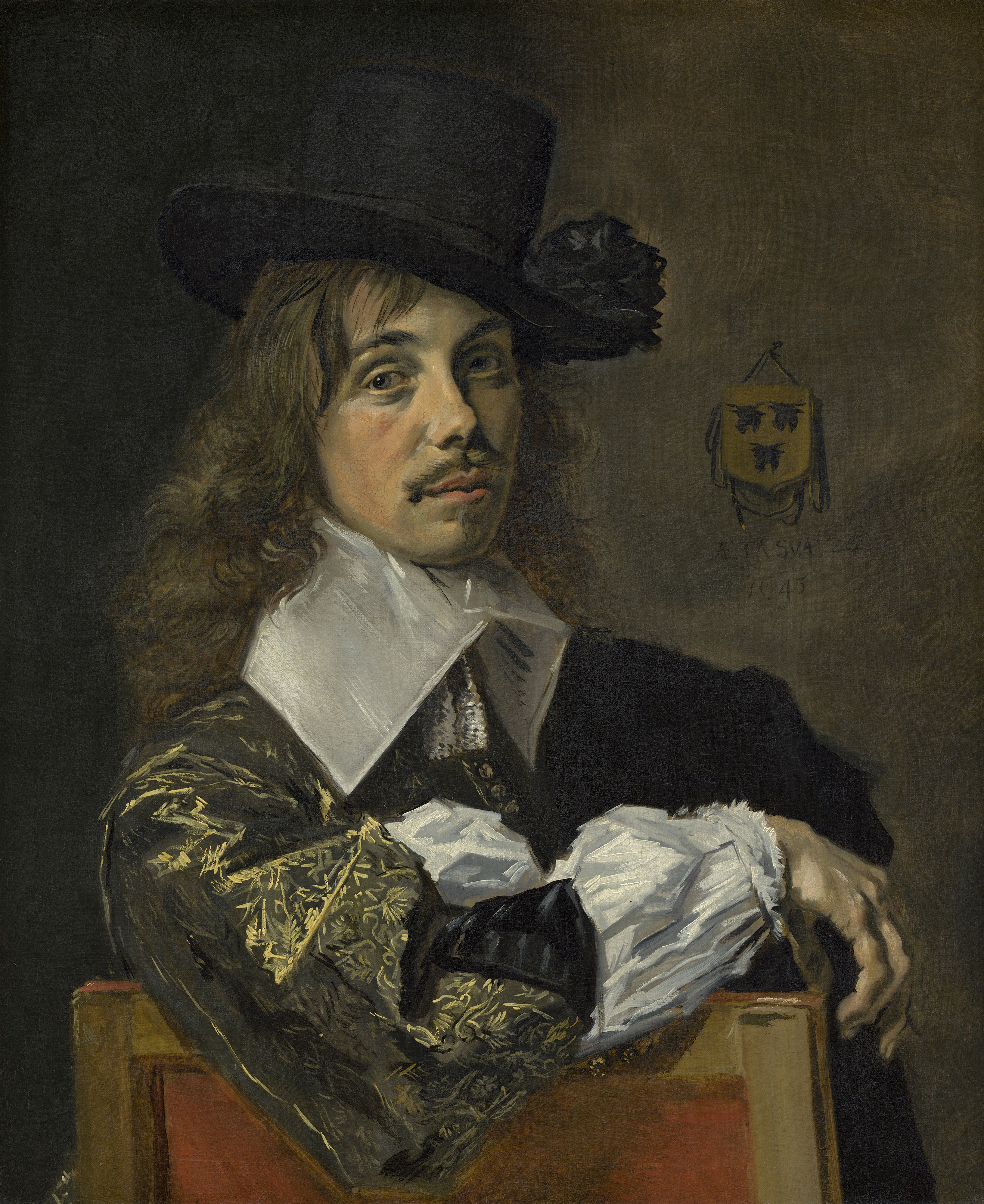
Portrait de Willem Coenraetsz. Coymans, 1645, huile sur toile (National Gallery of Art, Washington). – Exemple d'une pose similaire dans un autre portrait de Frans Hals.

## Composition
Le portrait est remarquable du fait qu'il s'écarte des conventions du genre généralement observées à l'époque et du fait de sa vitalité. Le personnage apparaît assis accoudé au dossier d'une chaise, ce qui contraste de manière significative avec les poses solennelles, statiques, que l'on trouve alors dans les portraits. Hals utilisera à nouveau cette pose dans plusieurs autres tableaux, et d'autres artistes l'emploieront au cours des siècles suivants.
La présence d'un élément de décor, en l'occurrence la fenêtre et le paysage que l'on voit par celle-ci, est assez exceptionnelle dans les portraits individuels de Frans Hals, où les personnages sont le plus souvent représentés sur un fond plus ou moins uni. Cette fenêtre – en fait une simple ouverture dans le mur –, comme d'ailleurs le dossier de la chaise, est traitée d'une manière plus lâche que le personnage, le sujet essentiel du tableau.

## Le personnage représenté
La peinture porte l'année 1626, mais aucune indication concernant l'identité de l'homme assis. Durant plusieurs années, cela donna lieu à de nombreuses discussions, et certains spécialistes, notamment Wilhelm Valentiner, ont pu suggérer qu'il s'agissait d'un autoportrait. D'autres, comme Numa S. Trivias, ont avancé l'idée qu'il pouvait s'agir d'un portrait d'Isaac Massa, ce qui sera finalement confirmé par une inscription découverte sur une gravure du XVIIe siècle.
Isaac Abrahamsz. Massa (1586-1643) était un marchand prospère et, vraisemblablement, un ami de Hals. Quatre ans plus tôt, en 1622, Hals avait déjà peint Massa à l'occasion du mariage de celui-ci avec Beatrix Van der Laen. 
Massa avait fait fortune comme négociant en céréales en Russie et il était un spécialiste réputé de ce pays ; il est possible que, sur le tableau, les grands conifères que l'on voit par la fenêtre à l'arrière-plan, qui ne sont en rien typiques des paysages de Hollande où Hals vivait, soient en fait destinés à refléter cet aspect de la vie et de la personnalité de Massa. Il se peut également que le paysage en question ne soit pas de la main de Hals, mais de celle de Pieter De Molyn, un paysagiste reconnu. Massa tient dans sa main droite une branche de houx qui, traditionnellement, du fait de son feuillage persistant, symbolise l'amitié et la constance, et pourrait témoigner d'une relation étroite liant l'artiste et son sujet.

## Histoire du tableau
Pendant de nombreuses années, le tableau fit partie de la collection des comtes Spencer. La Bibliotheca Spenceriana, un catalogue de la collection Spencer dressé en 1822, indique que le portrait décore alors l'une des chambres de la propriété. En 1924, Albert, 7e comte Spencer, endetté, est contraint de vendre une partie de la collection familiale : il vend le portrait d'Isaac Massa ainsi que d'autres œuvres au marchand d'art Joseph Duveen. L'année suivante, ce dernier vend à son tour la toile à Frank Porter Wood, un homme d'affaires canadien. À la mort de Wood en 1955, sa collection est léguée au Musée des beaux-arts de l'Ontario.
En 1959, le portrait est volé, ainsi que cinq autres tableaux de maître. La compagnie d'assurances accepte alors de payer une rançon et, trois semaines plus tard, le tableau est retrouvé dans un entrepôt de Parkdale à Toronto. Heureusement, la toile n'a subi au cours de l'aventure que des dommages mineurs et a pu réintégrer les collections du Musée des beaux-arts.

## Sources
- (en) Cet article est partiellement ou en totalité issu de l’article de Wikipédia en anglais intitulé « Portrait of Isaak Abrahamsz. Massa » (voir la liste des auteurs).
- (en) Art Gallery of Ontario : Selected Works, Art Gallery of Ontario, 1990.
- (en) Thomas Frognall Dibdin, George John Spencer Spencer, Bibliotheca Spenceriana, imprimé pour l'auteur par W. Bulmer and co., Shakspeare Preee, et édité par Longman, Hurst, Rees and co., T. Payne, White and Cochrane, John Murray, et J. & A. Arch, 1822.
- (en) Hugh McLeave, Rogues in the Gallery : The Modern Plague of Art Thefts, C&M Online Media, Inc.
- (en) Francis Russell, « Addenda to Wright of Derby. Two Boston Sitters and an Eton Leaving Portrait », dans The Burlington Magazine, vol. 143, n° 1181 (août 2001).
- (en) Meryle Secrest, Duveen : A Life in Art, University of Chicago Press, 2004.